# 恂南站
恂南站是绍兴轨道交通2号线的地铁车站，位于中华人民共和国浙江省绍兴市越城区马山街道洋江路与越秀路交叉口北侧，于2023年7月26日开通。

## 车站结构

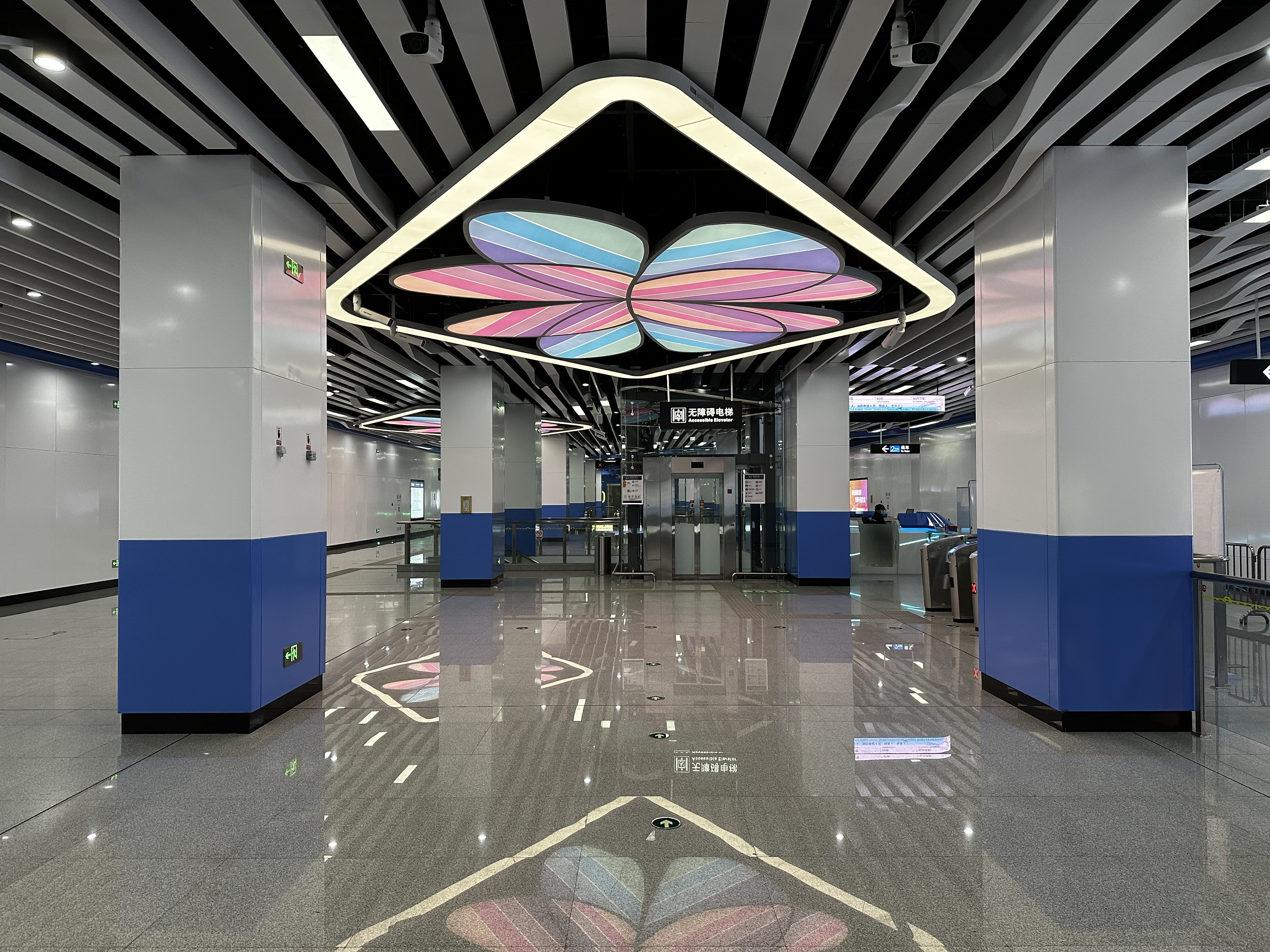
站厅

恂南站沿洋江路东西向布置，为地下二层（局部三层）岛式站台车站，车站长285.99米，宽20.3米，车站地下一层为站厅层，地下二层为站台层。车站西侧设有一条单渡线，并预留了未来规划地铁线路的换乘结构与联络线岔道。

### 站台
车站地下二层设有一个岛式站台，北侧站台供2号线往镜湖医院站方向列车使用，南侧站台供2号线往檀渎站方向列车使用。

### 车站楼层
| 地面层   | 出入口             | A-B、D出入口                       |  |  |
| 地下一层 | 站厅               | 售票机、客服中心、警务室、安检设施 |  |  |
| 地下二层 |                    | █ 2号线 往人民医院总院（洋泾湖）   |  |  |
|          | 岛式站台，左侧开门 |                                    |  |  |
|          |                    | █ 2号线 往檀渎（豆姜）             |  |  |

## 出入口
恂南站共设有3个出入口，各出口及周围设施如下所示：
| 编号          | 建议前往的目的地 | 照片 | 无障碍设施 |
| ------------- | ---------------- | ---- | ---------- |
| 出EXIT A      | 洋江东路(北侧)   |      | 不適用     |
| 出EXIT B      | 洋江东路(南侧)   |      |            |
| 出EXIT D      | 洋江东路(北侧)   |      | 不適用     |
| 註： 设有电梯 |                  |      |            |

## 接驳交通

### 公交车
| 地铁恂南站 | 地铁恂南站 | 地铁恂南站 | 地铁恂南站 | 地铁恂南站 |
| 编号       | 路线       | 路线       | 路线       | 备注       |
| ---------- | ---------- | ---------- | ---------- | ---------- |
| 319        | 马山       | ⇆          | 迪荡始发站 |            |

## 车站历史
本站建设时期工程名为袍江两湖站，开通前正式命名为恂南站，站名来自于车站附近的恂南村。
- 2020年3月23日，车站正式开工[6]。
- 2021年6月4日，车站主体结构封底[7]。
- 2021年8月30日，车站主体结构封顶[8]。
- 2023年7月26日，车站随2号线一期工程通车启用[2]。